# 單次購買成本
單次购买成本 CPP (Cost Per Purchase)就是按照每购买一次产品为单位进行网络广告的付费．这种收费方式比较特殊，只在广告主有特殊需求，或针对某些特殊行销个案（如在线产品销售）等时候才被应用起来．相对来说，广告主广告费用风险很小，但媒体站点的风险相对比较高．